# Tight Binding Model
Het tight binding model (sterke binding in gangbaar Nederlands, al is de vertaalde term relatief ongebruikelijk) is een kwantummechanische beschrijving van elektronen in materie, behorend bij dat deel van de natuurkunde dat vastestoffysica genoemd wordt. De vastestoffysica houdt zich bezig met het beschrijven van stofeigenschappen aan de hand van hun microscopische karakteristieken. Een daarvan waarnaar gekeken kan worden, is die van het gedrag van elektronen in het materiaal, hetgeen verklaringen kan leveren voor een scala aan stofeigenschappen. Voorbeelden hiervan zijn elektrische geleiding en warmtecapaciteit.
Het tight binding model berust op de aanname dat een elektron zich aanvankelijk in een orbitaal van een atoom bevindt (en dus een relatief vaste positie heeft, vandaar ook de naam van het model), daar gehouden door een zekere potentiaal, maar ook de beperkte mogelijkheid heeft om naar orbitalen van bepaalde andere atomen te 'hoppen'. Door op deze aanname voort te bouwen volgens kwantummechanische principes kunnen de verschillende energieniveaus van de elektronen kwantitatief gemaakt worden, hetgeen resulteert in energiebanden. Deze energiebanden, en daarmee dus het tight binding model an sich, spelen op hun beurt weer een grote rol binnen de analyse van halfgeleiders.

Het model heeft ook raakvlakken met de chemie, hoofdzakelijk via de grote gelijkenis met de theorie van moleculaire orbitalen binnen de kwantumchemie.
Het doel van dit artikel is om kwalitatief begrip te scheppen van het concept enerzijds, en om, met het oog op de toepassingen ervan, een kwantitatieve uitwerking van het model te laten zien anderzijds. Het voorbeeld zal laten zien hoe het tight binding model onder bepaalde aannames het bestaan van energiebanden verklaart, waarvoor enige kennis van het Dirac-formalisme van de kwantummechanica onontbeerlijk is.

## Kwalitatieve beschrijving
Het doel van het model is het bepalen van de verschillende energieniveaus van elektronen in een materiaal. Dit kan gedaan worden via de Schrödingervergelijking, mits de Hamiltoniaan en de golffunctie bekend zijn. Om beide te construeren aan de hand van het tight binding model beginnen we bij de opbouw van het materiaal zelf.

### Hamiltoniaan
Men neme (bij wijze van gedachtenexperiment) een vaste stof, bestaande uit louter atoomkernen. Het gemakkelijkst kan deze voorgesteld worden in een roosterstructuur (een kristalstructuur), waarbij de kernen geordend zijn volgens herhaling van een bepaald patroon (de eenheidscel). Voeg vervolgens een voor een de elektronen toe, die zich in de vorm van verschillende orbitalen aan verschillende kernen zullen binden. De energie van een toegevoegd elektron, voorgesteld door de Hamiltoniaan, bestaat nu uit een kinetische term en een gesommeerde potentiaal, afhankelijk van de afstand tussen het elektron en de j-de kern in het materiaal:
{\displaystyle {\begin{aligned}{\mathcal {H}}&={\frac {\mathbf {p} ^{2}}{2m}}+\sum \limits _{j}V(\mathbf {r} -\mathbf {R} _{j})\\&=K+\sum \limits _{j}V_{j}\end{aligned}}}
met {\displaystyle \mathbf {R} _{j}} de positie van de j-de kern. Een niet onbelangrijke aanname hierbij is dat de potentiaal tussen de elektronen onderling een verwaarloosbare bijdrage levert en dus niet in de Hamiltoniaan opgenomen hoeft te worden.
Deze Hamiltoniaan is het hart van het model: het elektron wordt dus aanvankelijk beschouwd als gelokaliseerd rondom een enkele kern, en vanuit die positie (die atoomorbitaal) wordt de potentiaal ten opzichte van alle andere kernen bepaald. Door op die manier de Hamiltoniaan op te bouwen, kan er bij een kwantitatieve uitwerking (zie de volgende paragraaf) eenvoudig onderscheid gemaakt worden tussen de verschillende energietermen, namelijk die behorend bij de huidige positie van het elektron en die behorend bij het overspringen naar een ander orbitaal van een andere atoomkern, het zogenaamde 'hoppen'. Ook binnen dit hoppen kan een onderscheid worden aangebracht tussen verschillende hopafstanden, bijvoorbeeld naar de naaste buren of naar de naaste buren van de naaste buren. Dankzij dat onderscheid kunnen restricties (zoals het hopbereik) makkelijk opgelegd worden, door de relevante termen gelijk te stellen aan nul. Aldus is de Hamiltoniaan gemakkelijk definieerbaar en goed mee te werken.
Volledig equivalent kan men zich de Hamiltoniaan ook voorstellen als een kwantummechanische observabele en dus als een matrix (met elementen ten opzichte van een bepaalde basis). Het zojuist genoemde 'onderscheid', dat wellicht nog als een wat abstracte term in de lucht hangt, kan concreet gemaakt worden door de denken aan de Hamiltoniaan als matrix. De elementen op de diagonaal vertegenwoordigen namelijk de energie van het elektron op de huidige plaats. Alle elementen net naast de diagonaal geven de energie van een hop van één afstandseenheid, alle elementen één stapje verder geven de energie weer van een hop van twee afstandseenheden, etc. Een verzameling hopafstanden uitsluiten, wat fysisch volledig acceptabel is, aangezien het elektron anders volledig vrij zou zijn, betekent nu hetzelfde als al de bijbehorende matrixelementen gelijkstellen aan nul. Dat wat overblijft is een gedefinieerde matrix die gebruikt kan worden in de Schrödingervergelijking. 

### Golffunctie
Naast de Hamiltoniaan heeft men dan nog een golffunctie nodig om via de Schrödingervergelijking op de gezochte energieniveaus te komen. Binnen het tight binding model wordt daarvoor een lineaire combinatie van de losse atoomorbitalen gebruikt, dat zeer sterk doet denken aan een moleculaire orbitaal binnen de scheikunde (LCAO).
Het voordeel hiervan is dat meteen een mogelijke basis gevonden is om de Hamiltoniaan in uit te drukken, hetgeen noodzakelijk is om überhaupt van matrixelementen te kunnen spreken. Hiervoor is echter wel nog één aanname van belang: de verschillende orbitalen zijn orthonormaal ten opzichte van elkaar. Deze aanname is niet altijd redelijk, namelijk alleen slechts dan wanneer de orbitalen ver van elkaar vandaan liggen en nauwelijks overlap hebben, hetgeen lang niet altijd het geval is. Hier wordt later in deze paragraaf meer aandacht aan besteed.
De Schrödingervergelijking kan met bovenstaande golffunctie (orthonormaliteit incluis) herschreven worden tot:
{\displaystyle \sum \limits _{m}H_{nm}\phi _{m}=E\phi _{n}}
met {\displaystyle \phi _{n}} de n-de orbitaal.
Als laatste rest nu nog het doen van een relatief correcte aanname ('Ansatz') voor de functie van {\displaystyle \phi _{n}}, en via de elementen van de Hamiltoniaan kan dan de energie bepaald worden. Een voorbeeld van een dergelijke berekening en het nut van het resultaat zijn te vinden in de volgende paragraaf.

### Contrast met andere modellen
Om de kern van dit model duidelijker te illustreren, kan het helpen om juist te kijken naar wat dit model niet is, oftewel naar een totaal andere benadering.
Nogmaals dit model: het elektron is in principe gebonden aan een enkele atoomkern, maar heeft de kans om een energiebarrière te overwinnen en naar een andere kern te hoppen. Dit staat in sterk contrast met een ander veelvuldig gebruikt model in de vastestoffysica, namelijk dat van het 'nearly free elektron model' ('bijna vrije elektron model'). Daarbij wordt de aanpak juist precies omgekeerd: het elektron is een aanvankelijk volledig vrije golf, en kan dus zonder hindering zich volledig vrij bewegen door het hele materiaal heen. Nu wordt, bij wijze van gedachte-experiment, bij elke kern een relatief zwakke potentiaal toegevoegd. Hierdoor kan de Hamiltoniaan benaderd worden via storingsrekening, en kunnen via dezelfde aanname voor de golffunctie eveneens de energieniveaus van de elektronen bepaald worden. Aldus kan ook een uitdrukking gevonden worden voor de energiebanden, en zelfs ook voor het energieverschil tussen twee banden, de zogenaamde band gap.

### Beperkingen
Hoewel het tight binding model dus op een betrekkelijk eenvoudige wijze inzicht kan verschaffen in de elektronenstructuur van een materiaal, zijn er ook duidelijke beperkingen in het model aanwezig. De twee meest noemenswaardige worden hieronder uiteengezet.

##### Orthonormaliteit
Zoals eerder genoemd worden bij het opstellen van de golffunctie de afzonderlijke atoomorbitalen beschouwd als orthonormaal. Deze aanname is echter lang niet altijd accuraat: dit is namelijk het geval dan en alleen dan als de orbitalen ver van elkaar verwijderd zijn en geen overlap hebben. Natuurlijk is dit bij ver van elkaar gelegen atoomkernen wel het geval, maar voor naaste buren of voor verschillende orbitalen op dezelfde kern is dit doorgaans niet het geval.

##### Invulling van de Hamiltoniaan
Zowel in de algemene beschrijving hierboven als in het specifiekere voorbeeld hieronder worden restricties aan de Hamiltoniaan opgelegd, waardoor een deel van de maxtrixelementen gelijk aan nul is en Hamiltoniaan makkelijker hanteerbaar wordt. Echter is daarmee nog niets gezegd over de matrixelementen ongelijk aan nul, en het probleem is nu dat het tight bonding model per se dat ook niet doet. Zowel de diagonaalelementen als de hopping potentialen moeten ofwel experimenteel bepaald worden, ofwel gefit worden tegen een reeds bekende oplossing van een ander model. Deze bewerkingen kunnen op zichzelf een flinke uitdaging blijken, zonder welke het tight binding model toch echt minder nuttig blijkt.

## Kwantitatief voorbeeld

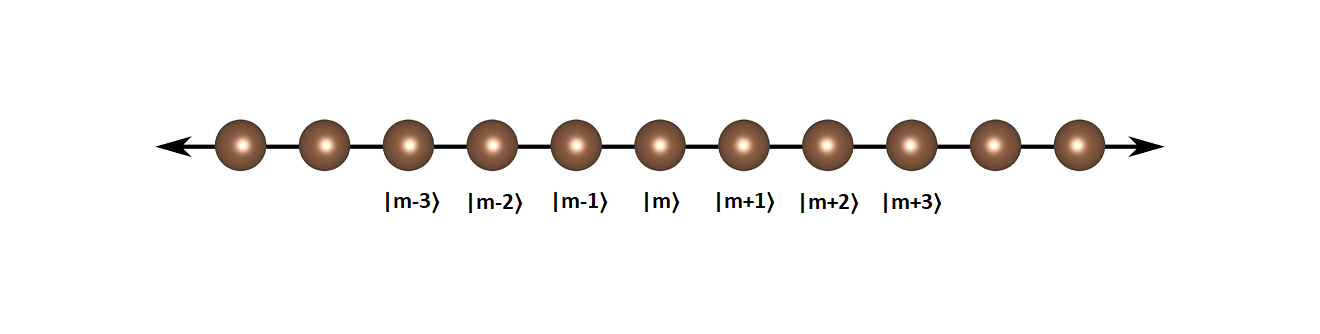
Figuur 1: Schematische weergave van een eendimensionaal kristalrooster. Op de as staat de positie uitgezet, en elke cirkel stelt een atoomkern voor. Het beschouwde elektron bevindt zich in orbitaal, en heeft de beperkte mogelijkheid om te hoppen naar andere kernen.

In deze paragraaf wordt bij wijze van voorbeeld een uitwerking van het model gegeven, toegepast op een eendimensionaal kristalrooster, zoals te zien is in Figuur 1. Wellicht tegen de intuïtie in is het eendimensionale geval zeker niet onbruikbaar of irrelevant: voor onderzoek naar elektronische materiaaleigenschappen wordt experimenteel regelmatig een eendimensionale keten gebruikt.
Het doel van de berekening is het vinden van een expliciete uitdrukking voor de verschillende energieniveaus van de elektronen; hierbij wordt gebruik gemaakt van het Dirac-formalisme. Als eerste worden de verschillende matrixelementen van de Hamiltoniaan {\displaystyle H_{nm}} gedefinieerd (zie de Schrödingvergelijking in de vorige paragraaf), daarna wordt een ansatz gebruikt om de Schördingervergelijking op te lossen. Als laatste worden mede aan de hand van een grafische weergave van het resultaat enkele conclusies getrokken.

### Hamiltoniaan
Wederom de Hamiltoniaan:
{\displaystyle {\begin{aligned}{\mathcal {H}}&=K+\sum \limits _{j}V_{j}\end{aligned}}}
Om het verderop in de afleiding gemakkelijker te maken restricties op te leggen aan het hoppen van het elektron, is het nuttig om de potentiaalsom op te splitsen:
{\displaystyle {\begin{aligned}{\mathcal {H}}&=K+V_{m}+\sum \limits _{j\neq m}V_{j}\end{aligned}}}
met {\displaystyle V_{m}} de potentiaal van het elektron ten opzichte van de atoomkern waar het al aan vast zit; {\displaystyle V_{j}} zijn dus de potentialen ten opzichte van alle 'hopbare' kernen (die van {\displaystyle |m\pm x\rangle } uit Figuur 1). De energie die bij de reeds gebonden kern hoort is dan:
{\displaystyle (K+V_{m})|m\rangle =\epsilon _{atoom}|m\rangle }
met {\displaystyle |m\rangle } de atoomorbitaal van het elektron. De Hamiltoniaan is nu bruikbaar; de volgende stap is het vinden van de elementen {\displaystyle H_{nm}}:
{\displaystyle {\begin{aligned}H_{nm}&=\langle n|{\mathcal {H}}|m\rangle \\&=\langle n|\epsilon _{a}|m\rangle +\langle n|\sum \limits _{j\neq m}V_{j}|m\rangle \\&=\epsilon _{a}\delta _{nm}+\langle n|\sum \limits _{j\neq m}V_{j}|m\rangle \end{aligned}}}
De Kronecker-delta uit de laatste regel komt voort uit de eerder genoemde aanname dat de verschillende atoomorbitalen orthonormaal zijn ten opzichte van elkaar: {\displaystyle \langle n|m\rangle =\delta _{nm}}. Voor de laatste term van de laatste regel wordt nu een gevalsonderscheiding relevant:
- {\displaystyle n=m}. De term behelst dan de verwachtingswaarde van de sommatie van potentialen van alle 'hopbare' kernen, gewoon op de plek waar het elektron toch al is: een verandering van de energie op de plaats, {\displaystyle \epsilon _{a}}. Gesteld kan dan worden {\displaystyle \langle m|\sum \limits _{j\neq m}V_{j}|m\rangle =V_{0}}.
- {\displaystyle n\neq m}. De term term behelst dan de energie die nodig is voor het elektron om van de ene kwantumtoestand (orbitaal m) naar een andere te gaan (orbitaal n op een andere kern, m{\displaystyle \pm }x in Figuur 1): de energie die nodig is op te hoppen. Hier kunnen we voor het gemak een voor dit voorbeeld ongedefinieerde constante voor gebruiken: {\displaystyle \langle n|\sum \limits _{j\neq m}V_{j}|m\rangle =-t}.

Als laatste stap bij het opstellen van de Hamiltoniaan moet er een restrictie opgelegd worden aan het hoppen. Een veel voorkomende aanname is dat hoppen slechts mogelijk is naar de naaste buren, dus als {\displaystyle |n-m|>1} dan {\displaystyle \langle n|\sum \limits _{j\neq m}V_{j}|m\rangle =0}. Dit is een acceptabele vereenvoudiging met een blik op de definitie van het inproduct: een integraal over de gehele ruimte. Liggen beide orbitalen relatief ver van elkaar af, dan zal er nooit een positie zijn waarom beide golffuncties tegelijk een grote waarde hebben, waardoor de hele integraal snel naar 0 zal gaan.
Onder invloed van bovenstaande benadering versimpelt de Hamiltoniaan dan uiteindelijk tot:
{\displaystyle {\begin{aligned}H_{nm}&=(\epsilon _{a}+V_{0})\delta _{nm}-t(\delta _{n,m+1}+\delta _{n,m-1})\\&=\epsilon _{0}\delta _{nm}-t(\delta _{n,m+1}+\delta _{n,m-1})\end{aligned}}}

### Energie
Als eerste volgt een korte verklaring van de eerder genoemde, omgeschreven Schrödingervergelijking. De reguliere tijdsonafhankelijke Schrödingervergelijking luidt namelijk {\displaystyle {\mathcal {H}}|\psi \rangle =E|\psi \rangle }. Als golffunctie wordt vervolgens gekozen voor de lineaire combinatie van alle atoomorbitalen: {\displaystyle |\psi \rangle =\sum \limits _{n}\phi _{n}|n\rangle }, waarbij in dit voorbeeld voor het gemak uitgegaan wordt van één orbitaal per atoomkern. Door dit in te vullen, de aanname {\displaystyle \langle n|m\rangle =\delta _{nm}} mee te nemen en beide kanten met bra {\displaystyle \langle m|} te vermenigvuldigen, volgt:
{\displaystyle \sum \limits _{m}H_{nm}\phi _{m}=E\phi _{n}}
De Hamiltoniaanelementen zijn inmiddels bekend. De volgende stap is logischerwijs het invullen van een 'ansatz' en op die manier de energie uit te rekenen. Als ansatz wordt gekozen voor een algemene Bloch functie:
{\displaystyle \phi _{n}={\frac {1}{\sqrt {N}}}e^{-ikna}}
met {\displaystyle k} de golfvector behorend bij het elektron, {\displaystyle a} de afstand tussen twee aangrenzende kernen (roosterafstand) zoals weergegeven in Figuur 1, {\displaystyle n} een willekeurige integer en {\displaystyle {\frac {1}{\sqrt {N}}}} de normalisatiefactor van de golffunctie als er {\displaystyle N} atoomkernen in het materiaal zitten.
Invullen in de Schrödingervergelijking levert:
{\displaystyle \epsilon _{0}e^{-ikna}-t(e^{-ik(n+1)a}+e^{-ik(n-1)a})=Ee^{-ikna}}
Door gemeenschappelijke e-machten te elimineren en de formule van Euler toe te passen, volgt vervolgens voor de energie:
{\displaystyle E=\epsilon _{0}-2t\cos(ka)}

### Conclusies

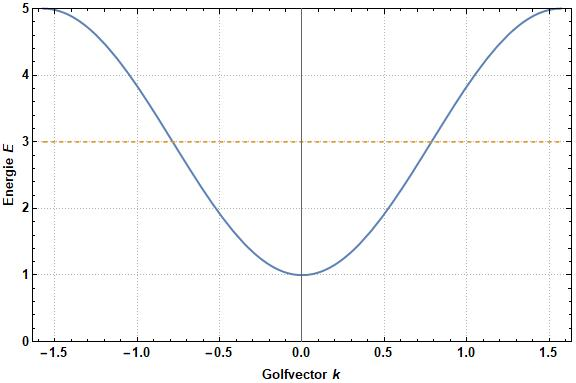
Figuur 2: Grafische weergave van de berekende energieniveaus, met op de x-as de golfvector en op de y-as de energiewaarde. De blauwe curve is de energieband, de stippellijn is de evenwichtstoestand.

Ons doel, het vinden van de energieniveaus van de elektronen, is inmiddels bereikt; wat resteert is een illustratie van hoe die kennis nuttig kan zijn bij het bepalen van stofeigenschappen.
In Figuur 2 is de grafische weergave van bovenstaand resultaat te zien op het domein van de eerste Brillouinzone. Voor de constanten zijn de volgende waarden ingevuld: {\displaystyle \epsilon _{0}=3}(weergegeven als de gouden stippellijn),  {\displaystyle t=1} en {\displaystyle a=2} (waardoor de grenzen van de Brillouinzone hier dus {\displaystyle \pm {\frac {\pi }{2}}}zijn). Deze gekozen constanten zijn volstrekt arbitrair, maar dienen louter om een overzichtelijke grafische weergave te genereren. De breedte van de curve is nu namelijk duidelijk {\displaystyle 4t} rondom de evenwichtstoestand {\displaystyle \epsilon _{0}} en immer positief, zoals men verwacht. Bovendien levert elke golfvector precies een energie eigentoestand op: dit wordt een energieband genoemd.
Door nu periodieke randvoorwaarden toe te passen, kan berekend worden hoeveel verschillende golfvectoren (en dus elektronen) er in deze band passen. Periodieke randvoorwaarden vereisen dat de golffunctie na een translatie over een bepaalde lengte onveranderd blijft (zie de Ansatz in de vorige sectie):
{\displaystyle e^{ikx}=e^{ik(x+L)}}
met in {\displaystyle L=N\times a} voor {\displaystyle N} atoomkernen in het materiaal. Hieruit moet noodzakelijkerwijs volgen dat {\displaystyle k=2\pi z/L} met z een integer. Het aantal verschillende golfvectoren in de band is dus de lengte van de band gedeeld door de lengte van één golfvector:
{\displaystyle {\begin{aligned}{\frac {2\pi /a}{2\pi /L}}&={\frac {L}{a}}\\&=N\end{aligned}}}.
Echter ligt er een adder onder het gras: elke golfvector kan in twee verschillende spin eigentoestanden bestaan. Het aantal elektronen dat zich dus in één band kan bevinden is {\displaystyle 2N}.
Dit is een belangrijk resultaat: in de berekende energieband passen precies tweemaal zoveel elektronen als er atoomkernen zijn. Hieruit kunnen namelijk rechtstreeks macroscopische eigenschappen van het materiaal afgeleid worden. Nu is in dit hele voorbeeld slechts voor één energieband de berekening uitgevoerd, terwijl er in werkelijkheid evenveel zijn als orbitalen in het materiaal, maar anders zou een materiaal van divalente atomen de band dus geheel vullen. Dit zou als gevolg hebben dat er geen warmtecapaciteit, geen geleiding en geen metallische binding mogelijk waren, omdat de elektronen geen energie op konden nemen: alle energietoestanden zouden immers bezet zijn. Dit is tevens een motivatie om bij het analyseren van stoffen louter naar de valentie-elektronen te kijken: alle elektronen in volle (binnenste) schillen dragen nauwelijks tot niet bij aan macroscopische processen. In contrast met divalente zouden monovalente atomen juist veel geleiding kunnen vertonen, omdat de helft van alle energieniveaus nog beschikbaar is.
Bovenstaand voorbeeld kan uitgebreid worden naar meerdere orbitalen per atoom, door de betreffende orbitalen ook op te nemen in de golffunctie {\displaystyle |\psi \rangle }: in een lineaire combinatie van {\displaystyle |n,l\rangle } wordt rekening gehouden met meerdere kwantumgetallen en dus meer verschillende orbitalen. Ook is een generalisatie naar een driedimensionaal materiaal mogelijk, waarbij vervolgens rekening gehouden moet worden met symmetrieoverwegingen binnen de kristalstructuur. Aldus kan het tight binding model ook gebruikt worden voor studie naar verschillende symmetriegroepen en Bravaisroosters.

## Verder lezen
- Anderson, P.: Absence of diffusion in certain random lattices, Phys. Rev.109, 1492 (1958)